# Pilipili Mulongoy
Pilipili Mulongoy (Belgisch-Congo, 1914 – Congo-Kinshasa, 2007) was een Congolees kunstschilder. Hij werd als zoon van een visser geboren omstreeks 1914 aan de Lualaba.
In 1947 werd hij opgenomen in het atelier van Pierre-Romain Desfossés in Elisabethville, het huidige Lubumbashi. Hij wordt gezien als een van de voornaamste vertegenwoordigers van dit atelier, zijn werk is onder andere opgenomen in de collecties van het Koninklijk Museum voor Midden-Afrika en het Metropolitan Museum of Art in New York.

## Museum
- Koninklijk Museum voor Midden-Afrika, Grijze vissen, gouache op papier en Grote, witte vogels, olieverf op doek